# Міністерство Правди
Міністерство Правди (ново. Мініправ (англ. Minitrue - від The Ministry of Truth) — вигадана організація всесвіту роману-антиутопії Джорджа Орвелла «1984». Міністерство правди було створено як алюзія на державну пропаганду.  Як і в інших міністерствах у романі, назва Міністерство правди є навмисно неправильною, оскільки насправді воно служить протилежному: воно відповідає за будь-яку необхідну фальсифікацію історичних подій. Однак, як і інші міністерства, ця назва також влучна, оскільки воно вирішує, що таке «правда» в Океанії.
Міністерство не тільки розповсюджує «правду», але й поширює серед населення нову мову під назвою новомов, у якій, наприклад, «правда» означає такі твердження, як "2 + 2 = 5" коли того вимагає ситуація. Відповідно до концепції дводумства, міністерство вдало названо в тому, що воно створює/виробляє «правду» в новомовному сенсі цього слова. У книзі описується підробка історичних записів, щоб показати схвалену урядом версію подій.

## Історія
Міністерство правди було створено після завершення громадянської війни та приходу до влади на той момент ще соціалістичної партії Ангсоц з метою пропаганди, масової дезінформації та редагування або повного знищення неугодних партії історичних фактів.

## Структура
- Міністр правди — глава всього міністерства правди який відповідає за його роботу та функціонування.
- Голова центрального секретаріату миниправа — голова секретаріату міністерства правди.
- Член центрального секретаріату — рядовий член ЦС.
- Співробітник міністерства правди — рядовий член мініправа.

Нижче перераховані відділи або департаменти міністерства, згадані в тексті:
- Відділ документації (ново.: Recdep - від Records Department)
- Відділ художньої літератури (ново.: Ficdep - від Fiction Department)
- Відділ телепрограм (ново.: Teledep- від Tele-programmes Department)
- Порнографічний розділ (ново.: Pornosec - від Pornography section) – лише для користувачів пролів (пролетаріїв)

## Будівля Міністерства Правди

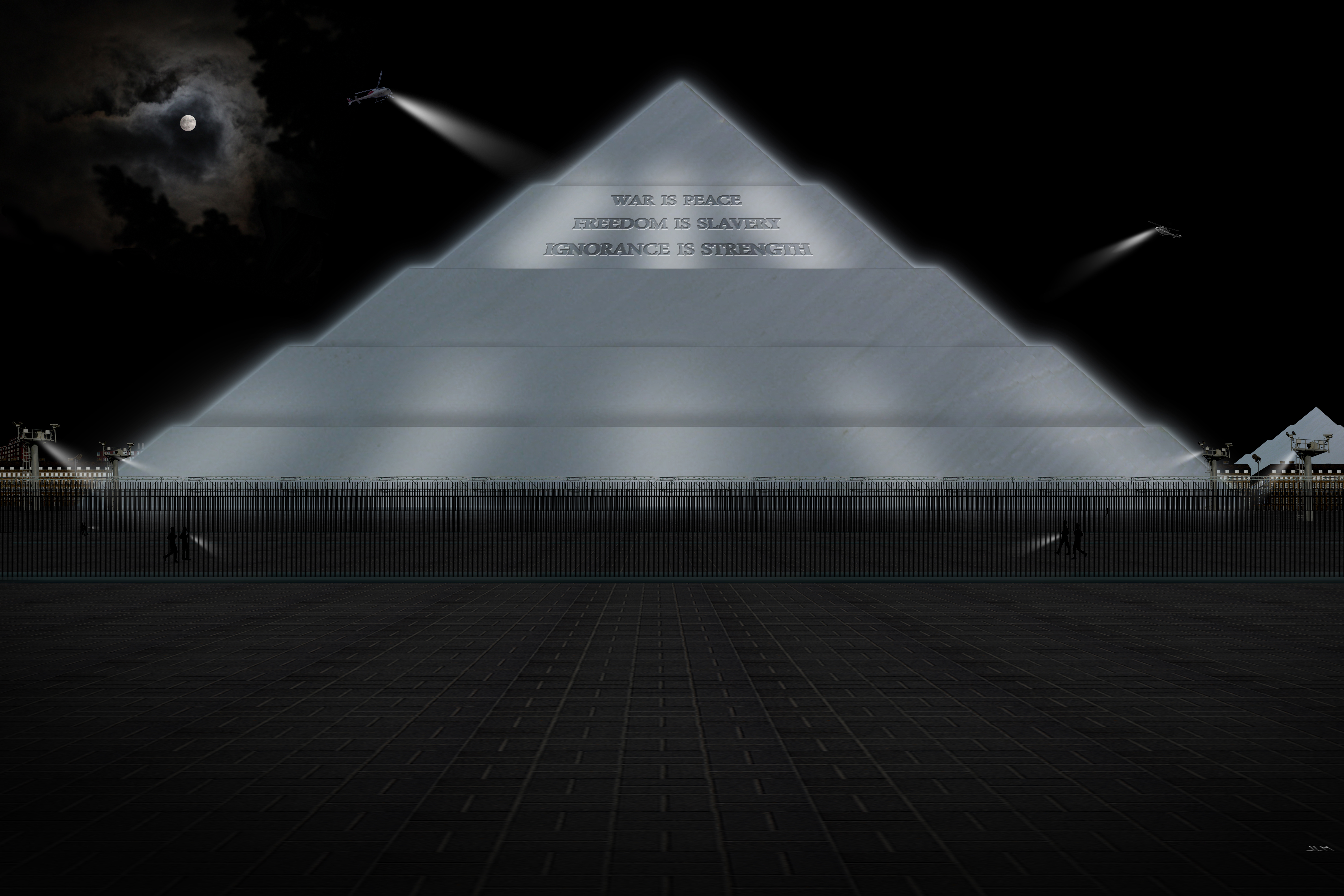
Художнє зображення будівлі Міністерства Правди

Вінстон Сміт, головний герой роману, працює в Міністерстві Правди. Це величезна пірамідальна споруда з блискучого білого бетону, що височіє 300 м (980 фут) у повітря, що містить понад 3000 кімнат над землею. На зовнішній стіні три гасла партії: «ВІЙНА - ЦЕ МИР», «СВОБОДА - ЦЕ РАБСТВО» і «НЕЗНАННЯ  - ЦЕ СИЛА». Існує також значна частина під землею, яка, ймовірно, містить величезні сміттєспалювальні печі, де документи знищуються після того, як вони закладаються в діри пам’яті.

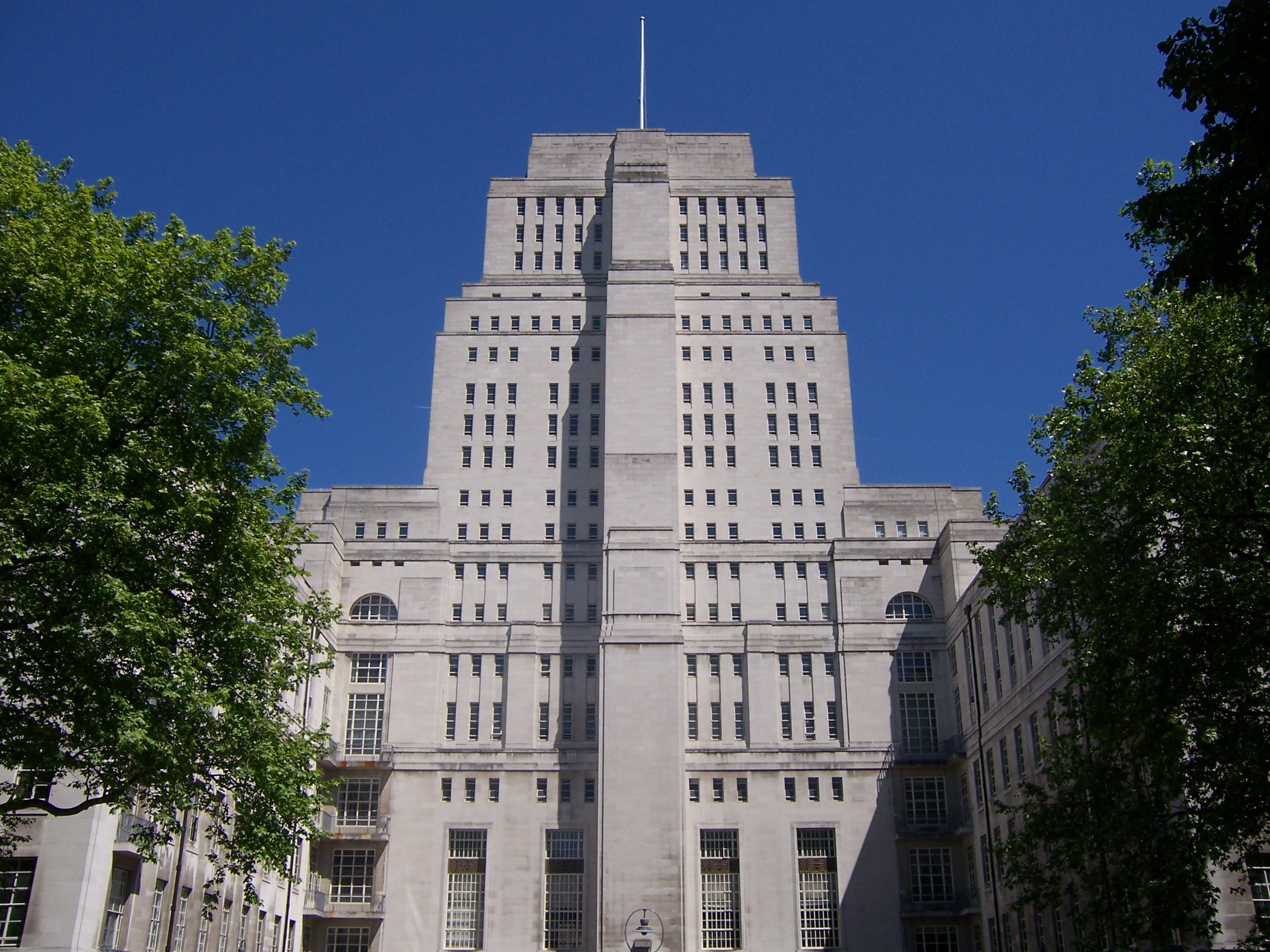
Будинок Сенату в Лондоні де дружина Орвелла працювала в Міністерстві інформації, був його зразком для Міністерства правди.

Для свого опису Орвелла надихнула будівля Сенату Лондонського університету.

## Роль в інформації
Міністерство правди займається новинними ЗМІ, розвагами, образотворчим мистецтвом і навчальними книгами. Його мета — переписати історію, щоб змінити факти, щоб відповідати доктрині партії для пропагандистського ефекту. Наприклад, якщо Старший Брат робить прогноз, який виявляється помилковим, співробітники Міністерства правди виправляють запис, щоб він був точним. Це - саме «як» існує Міністерство правди. У романі Орвелл пояснює, що глибшою причиною його існування (тобто «чому») - є підтримка ілюзії, що Партія є абсолютною. Здається, вона ніколи не може змінити думку  (якщо, наприклад, вони виконують одну зі своїх постійних змін щодо ворогів під час війни) або зробити помилку (звільнити чиновника або зробити вкрай неправильний прогноз поставок), оскільки це означатиме слабкість і, щоб зберегти владу, Партія повинна здаватися вічно правою і сильною.